# Andy Kawaya
Andy Kawaya (Bruxelles, 23 agosto 1996) è un ex calciatore belga di origini congolesi, di ruolo centrocampista o attaccante.

## Carriera

### Club

#### L'Anderlecht e il prestito al Willem II
Cresciuto nelle giovanili dell'Anderlecht, il 25 settembre 2013 fa il suo debutto tra i professionisti contro l'Eupen in occasione della Coppa del Belgio 2013-2014. Durante la stessa stagione viene spesso aggregato alla prima squadra anche in campionato senza mai però venire utilizzato.
La stagione seguente riesce a ritagliarsi un piccolo spazio che lo vede giocare sia in Coppa che in campionato, venendo utilizzato anche nei play off, ma soprattutto lo vede esordire anche in Champions League, il 4 novembre 2014 in occasione della gara pareggiata in trasferta contro l'Arsenal. Dopo aver iniziato anche la stagione seguente nell'Anderlecht ed aver trovato meno spazio di quanto ne cercasse, decide di andare a metà stagione in prestito al Willem II Tilburg, compagine olandese militante in Eredivisie. Termina il suo periodo di prestito agli olandesi con 8 apparizioni in campionato. La stagione 2016-2017 lo vede rientrare quindi in patria senza però mai scendere in campo.

#### La stagione al Malines
Terminato il suo contratto con l'Anderlecht e non ricevendo offerte per il rinnovo, il 1º luglio 2017 decide di accasarsi a parametro zero, sottoscrivendo un contratto annuale, al Malines, altra squadra belga militante in massima serie. La sua stagione si conclude con 13 presenze totali tra campionato e coppa.

#### Avellino
Il 4 luglio 2018 l'Avellino comunica di aver sottoscritto un contatto triennale col calciatore.

### Nazionale
Nella sua carriera vanta 1 presenza nell'Under 21 belga con la quale esordisce contro la Moldavia il 30 marzo 2015 in occasione della gara di qualificazione agli europei di categoria.

## Statistiche

### Presenze e reti nei club
Statistiche aggiornate al 14 giugno 2018.
| Stagione          | Squadra           | Campionato        | Campionato | Campionato | Coppe nazionali | Coppe nazionali | Coppe nazionali | Coppe continentali | Coppe continentali | Coppe continentali | Altre coppe | Altre coppe | Altre coppe | Totale | Totale |
| Stagione          | Squadra           | Comp              | Pres       | Reti       | Comp            | Pres            | Reti            | Comp               | Pres               | Reti               | Comp        | Pres        | Reti        | Pres   | Reti   |
| ----------------- | ----------------- | ----------------- | ---------- | ---------- | --------------- | --------------- | --------------- | ------------------ | ------------------ | ------------------ | ----------- | ----------- | ----------- | ------ | ------ |
| 2013-2014         | Anderlecht        | PL                | 0          | 0          | CB              | 1               | 0               | CL                 | 0                  | 0                  | SB          | 0           | 0           | 1      | 0      |
| 2014-2015         | Anderlecht        | PL                | 5+2        | 0          | CB              | 2               | 0               | CL+EL              | 2+0                | 0+0                | SB          | 0           | 0           | 11     | 0      |
| 2015-2016         | Anderlecht        | PL                | 2          | 0          | CB              | 2               | 0               | EL                 | 1                  | 0                  | -           | -           | -           | 5      | 0      |
| gen.-giu. 2016    | Willem II         | E                 | 8          | 0          | -               | -               | -               | -                  | -                  | -                  | -           | -           | -           | 8      | 0      |
| 2016-2017         | Anderlecht        | PL                | 0          | 0          | CB              | 0               | 0               | EL                 | 0                  | 0                  | -           | -           | -           | 0      | 0      |
| Totale Anderlecht | Totale Anderlecht | Totale Anderlecht | 9          | 0          |                 | 5               | 0               |                    | 3                  | 0                  |             | 0           | 0           | 17     | 0      |
| 2017-2018         | Malines           | PL                | 12         | 0          | CB              | 1               | 0               | EL                 | 0                  | 0                  | -           | -           | -           | 13     | 0      |
| 2018-2019         | Avellino          | B                 | 0          | 0          | CI              | 0               | 0               | -                  | -                  | -                  | -           | -           | -           | 0      | 0      |
| Totale carriera   | Totale carriera   | Totale carriera   | 29         | 0          |                 | 6               | 0               |                    | 3                  | 0                  |             | 0           | 0           | 38     | 0      |

## Palmarès

### Club

#### Competizioni nazionali
- Campionato belga: 2

Anderlecht: 2013-2014, 2016-2017
- Supercoppa belga: 2

Anderlecht: 2013, 2014